# Ночное (картина Куинджи)
«Ночное» — картина русского художника Архипа Куинджи (1841/1842—1910), написанная в 1905—1908 годах. Картина является частью собрания Государственного Русского музея (инв. Ж-4196). Размер картины — 107 × 169 см.

## Описание
На холме над рекой пасутся лошади. Ярко освещённая луной лента реки уходит вдаль, окружённая бескрайними просторами равнин. В окончательной версии картины силуэты и расположение лошадей были изменены — по-видимому, в целях достижения большей выразительности и «ритмичности линейных очертаний».
Картина «Ночное», считающаяся неоконченной, была написана Куинджи в последние годы его жизни, и она рассматривается как своеобразное завещание художника — в некотором смысле, его прощальное произведение.

## Отзывы
Писатель Михаил Неведомский, автор биографии Куинджи, писал:
Незаконченная картина «Ночное» (с намеченными фигурами пасущихся лошадей) полна истинной поэзии. В ней есть какая-то широкая гармония, — гармония чарующих предрассветных сумерек на юге, над спокойной гладью многоводной реки, которая так «лежит», так уходит от зрителя вдаль, так мирно отражает стыдливо-робкий свет лунного серпа... Какой-то истомой и широкой грустью веет от всей картины. Прекрасно переданы прозрачность неба и впечатление далей и — как везде у Куинджи — «пространство»...
Искусствовед Владимир Петров так писал в своей статье, посвящённой 150-летию со дня рождения Архипа Куинджи, обсуждая картины позднего периода творчества художника:
Пожалуй, особенно замечательна среди них картина «Ночное» (1905—1908, ГРМ), воспринимаемая сегодня как завещание художника. С неповторимой, присущей только ему чуткостью запечатлел в ней художник таинство предутреннего нарастания света в степных просторах, на берегу покойной широкой реки, где тихо пасётся, ожидая рассвета, табун лошадей.